# والنتاین غارنشین
والنتاین غارنشین (به انگلیسی: The Caveman's Valentine) فیلمی محصول سال ۲۰۰۱ و به کارگردانی کیسی لمونز است. در این فیلم بازیگرانی همچون ساموئل ال. جکسون، کلم فیور، اونجانی الیس، تامارا تیونی، آنا مگنوسون، آنتونی مایکل هال و جف گدیس ایفای نقش کرده‌اند.